# Praemium Imperiale
Der oder das Praemium Imperiale (japanisch 高松宮殿下記念世界文化賞 Takamatsu no miya denka kinen sekai bunka-shō, wörtlich Weltkulturpreis zum Gedenken an Seine Kaiserliche Hoheit Prinz Takamatsu) ist eine jährlich für herausragende Leistungen auf dem Gebiet der Kunst oder der Kultur vergebene japanische Auszeichnung. Der Preis ist mit einem Geldbetrag von jeweils 15 Millionen Yen (87.000 Euro, Stand: 14. Juli 2025) dotiert. Ausgezeichnet werden Künstler und Kulturschaffende „für ihre Leistungen, für den Einfluss, den sie international in der Kunst ausüben, und für ihre Bereicherung der Weltgemeinschaft“. Die Japan Art Association vergibt den Preis jährlich für ein künstlerisches Lebenswerk in den fünf Kategorien Malerei, Skulptur, Architektur, Musik, Theater/Film.
Der Preis Praemium Imperiale wurde 1989 auf Anregung des japanischen Kaiserhauses zum Andenken an Prinz Takamatsu gestiftet und versteht sich als „Nobelpreis der Künste“ – das Konzept des Literaturnobelpreises wird dabei auf andere Sparten der Kunst übertragen.

## Preisträger
| Jahr | Malerei                 | Skulptur                      | Architektur                 | Musik                    | Theater/Film               |
| ---- | ----------------------- | ----------------------------- | --------------------------- | ------------------------ | -------------------------- |
| 1989 | Willem de Kooning       | Umberto Mastroianni           | Ieoh Ming Pei               | Pierre Boulez            | Marcel Carné               |
| 1989 | David Hockney           | Umberto Mastroianni           | Ieoh Ming Pei               | Pierre Boulez            | Marcel Carné               |
| 1990 | Antoni Tàpies           | Arnaldo Pomodoro              | James Stirling              | Leonard Bernstein        | Federico Fellini           |
| 1991 | Balthus                 | Eduardo Chillida              | Gae Aulenti                 | György Ligeti            | Ingmar Bergman             |
| 1992 | Pierre Soulages         | Anthony Caro                  | Frank Gehry                 | Alfred Schnittke         | Akira Kurosawa             |
| 1993 | Jasper Johns            | Max Bill                      | Kenzō Tange                 | Mstislaw Rostropowitsch  | Maurice Béjart             |
| 1994 | Zao Wou-Ki              | Richard Serra                 | Charles Correa              | Henri Dutilleux          | John Gielgud               |
| 1995 | Roberto Matta           | Christo und Jeanne-Claude     | Renzo Piano                 | Andrew Lloyd Webber      | Nakamura Utaemon VI.       |
| 1996 | Cy Twombly              | César Baldaccini              | Tadao Andō                  | Luciano Berio            | Andrzej Wajda              |
| 1997 | Gerhard Richter         | George Segal                  | Richard Meier               | Ravi Shankar             | Peter Brook                |
| 1998 | Robert Rauschenberg     | Dani Karavan                  | Álvaro Siza Vieira          | Sofia Gubaidulina        | Richard Attenborough       |
| 1999 | Anselm Kiefer           | Louise Bourgeois              | Fumihiko Maki               | Oscar Peterson           | Pina Bausch                |
| 2000 | Ellsworth Kelly         | Niki de Saint Phalle          | Richard Rogers              | Hans Werner Henze        | Stephen Sondheim           |
| 2001 | Lee Ufan                | Marta Pan                     | Jean Nouvel                 | Ornette Coleman          | Arthur Miller              |
| 2002 | Sigmar Polke            | Giuliano Vangi                | Norman Foster               | Dietrich Fischer-Dieskau | Jean-Luc Godard            |
| 2003 | Bridget Riley           | Mario Merz                    | Rem Koolhaas                | Claudio Abbado           | Ken Loach                  |
| 2004 | Georg Baselitz          | Bruce Nauman                  | Oscar Niemeyer              | Krzysztof Penderecki     | Abbas Kiarostami           |
| 2005 | Robert Ryman            | Issey Miyake                  | Yoshio Taniguchi            | Martha Argerich          | Merce Cunningham           |
| 2006 | Yayoi Kusama            | Christian Boltanski           | Frei Otto                   | Steve Reich              | Maja Plissezkaja           |
| 2007 | Daniel Buren            | Tony Cragg                    | Herzog & de Meuron          | Daniel Barenboim         | Ellen Stewart              |
| 2008 | Richard Hamilton        | Emilia Kabakow & Ilja Kabakow | Peter Zumthor               | Zubin Mehta              | Sakata Tōjūrō IV.          |
| 2009 | Hiroshi Sugimoto        | Richard Long                  | Zaha Hadid                  | Alfred Brendel           | Tom Stoppard               |
| 2010 | Enrico Castellani       | Rebecca Horn                  | Toyo Ito                    | Maurizio Pollini         | Sophia Loren               |
| 2011 | Bill Viola              | Anish Kapoor                  | Ricardo Legorreta           | Seiji Ozawa              | Judi Dench                 |
| 2012 | Cai Guo-Qiang           | Cecco Bonanotte               | Henning Larsen              | Philip Glass             | Yōko Morishita             |
| 2013 | Michelangelo Pistoletto | Antony Gormley                | David Chipperfield          | Plácido Domingo          | Francis Ford Coppola       |
| 2014 | Martial Raysse          | Giuseppe Penone               | Steven Holl                 | Arvo Pärt                | Athol Fugard               |
| 2015 | Tadanori Yokoo          | Wolfgang Laib                 | Dominique Perrault          | Mitsuko Uchida           | Sylvie Guillem             |
| 2016 | Cindy Sherman           | Annette Messager              | Paulo Mendes da Rocha       | Gidon Kremer             | Martin Scorsese            |
| 2017 | Shirin Neshat           | El Anatsui                    | Rafael Moneo                | Youssou N’Dour           | Mikhail Baryshnikov        |
| 2018 | Pierre Alechinsky       | Fujiko Nakaya                 | Christian de Portzamparc    | Riccardo Muti            | Catherine Deneuve          |
| 2019 | William Kentridge       | Mona Hatoum                   | Tod Williams & Billie Tsien | Anne-Sophie Mutter       | Bandō Tamasaburō V.        |
| 2021 | Sebastião Salgado       | James Turrell                 | Glenn Murcutt               | Yo-Yo Ma                 | kein Preisträger           |
| 2022 | Giulio Paolini          | Ai Weiwei                     | SANAA                       | Krystian Zimerman        | Wim Wenders                |
| 2023 | Vija Celmins            | Ólafur Elíasson               | Diébédo Francis Kéré        | Wynton Marsalis          | Robert Wilson              |
| 2024 | Sophie Calle            | Doris Salcedo                 | Shigeru Ban                 | Maria João Pires         | Ang Lee                    |
| 2025 | Peter Doig              | Marina Abramović              | Eduardo Souto de Moura      | András Schiff            | Anne Teresa De Keersmaeker |